# Uganda i olympiska sommarspelen 1996
Uganda deltog i de olympiska sommarspelen 1996 med en trupp bestående av 10 deltagare, som resulterade i ett brons.

## Bordtennis
Herrsingel
- Paul Mutambuze

Damsingel
- Nadunga Kyakobye
- Mary Musoke

Damdubbel
- Nadunga Kyakobye
- Mary Musoke

## Boxning
Lättvikt
- Franco Agentho
  - Första omgången — Förlorade mot Fabrizio Nieva (Argentina), 8-12

Tungvikt
- Charles Kizza
  - Första omgången — Bye
  - Andra omgången — Förlorade mot Tao Jiang (Kina), 7-10

## Friidrott
Herrarnas 400 meter
- Davis Kamoga
  - Heat — 45.56
  - Kvartsfinal — 44.82
  - Semifinal — 44.85
  - Final — 44.53 (→  Brons)

- Francis Ogola
  - Heats — did not finish (→ gick inte vidare)

Herrarnas 1 500 meter
- Julius Achon
  - Kval — 3:43.08 (→ gick inte vidare)

Damernas 400 meter
- Grace Birungi
  - Heats — 53.12
  - Kvartsfinal — startade inte (→ gick inte vidare)